# Live or Die
A Live or Die a második kimásolt kislemez az amerikai Naughty by Nature hiphopcsapat Nineteen Naughty Nine: Nature's Fury című 5. albumáról. A dalban a No Limit kiadó művészei is közreműködtek. Master P, Mystikal, Silkk, és Phiness is. A dal nem volt túl sikeres, így csupán a 86. helyig jutott az amerikai Hot R&B /Hip-Hop kislemezlistán. A dal mintáit Steely Dan Third World Man című dalának segítségével használták fel.

## A-oldal
1. "Live or Die" (Radio Mix)- 3:43
2. "Live or Die" (TV track)- 3:41

## B-oldal
1. "Live or Die" (Club Mix)- 3:41
2. "Live or Die" (Acappella)- 3:39